# Movimiento Cristiano-Democrático (Georgia)
El Movimiento Cristiano-Democrático (en georgiano: ქრისტიანულ-დემოკრატიული მოძრაობა) es un partido político conservador y democristiano de Georgia.

## Ideología
Entre sus políticas se encuentra el compromiso de hacer el cristianismo ortodoxo es la religión estatal de Georgia y también aboga por leyes anti-LGTB. El partido es partidario de neutralidad entre Rusia y la Unión Europea.
El partido es miembro del Movimiento Político Cristiano Europeo y de la Unión Internacional Demócrata.

## Historia
El partido fue fundado en febrero de 2008 por Guiorgui Targamadze, expresentador de Imedi TV y exdiputado (entonces, aliado de Aslan Abashidze). Los periodistas de Imedi TV Magda Anikashvili y Guiorgui Ajvlediani y el ex productor de Imedi Levan Vepjvadze, todos ellos dejaron la emisora en enero de 2008, y una de las figuras principales del partido, Nika Laliashvili, también se unieron al partido. 
En las elecciones parlamentarias de 2008, el partido fue uno de los varios partidos de oposición que obtuvieron escaños en el Parlamento. Sin embargo, los partidos de oposición en su conjunto tenían una representación tan pequeña que, después de las elecciones, se consideró que las elecciones habían sido amañadas y que casi todos los diputados electos renunciaron a sus mandatos. Sin embargo, los miembros del Movimiento Cristiano-Democrático optaron por conservar sus escaños.
Las elecciones parlamentarias de 2012, muy polarizadas, dieron como resultado el tercer puesto para el partido, pero un mero 2,05% de los votos no fue suficiente para que ninguno de sus candidatos llegara al parlamento, y el partido perdió sus seis escaños.
En abril de 2014, después de que el líder del partido Guiorgui Targamadze anunciara que abandonaba el partido, la mayoría de los miembros y líderes del partido se unieron al Movimiento Democrático - Georgia Unida y el partido prácticamente se unió al partido de Nino Burjanadze. Algunos de los miembros del partido criticaron esta decisión y oficialmente, el partido todavía existe bajo el gobierno de Gocha Yoyua.

## Resultados electorales

### Elecciones parlamentarias
| Elección | Votos   | %    | Representantes | +/–         | Posición | Coalición                                           | Candidato              |
| -------- | ------- | ---- | -------------- | ----------- | -------- | --------------------------------------------------- | ---------------------- |
| 2008     | 153.634 | 8,66 | 6/150          | Nuevo       | 3.º      | Alianza Cristiano-Demócrata                         | Guiorgui Gachechiladze |
| 2012     | 44.293  | 2,05 | 0/150          | 6           | 3.º      |                                                     | Guiorgui Gachechiladze |
| 2016     | 88.097  | 5,01 | 0/150          | Sin cambios | 3.º      | Alianza de los Patriotas de Georgia-Oposición Unida | Gocha Yoyua            |
| 2024     |         |      | 0/150          |             |          | Alianza de Patriotas                                | Gocha Yoyua            |